# M7 (fusil d'assaut)
Le M7 (anciennement XM5) est un fusil d'assaut de calibre 6.8 mm, rechargé par emprunt de gaz, conçu par SIG Sauer pour le programme d'armement Next Generation Squad Weapon (en) en 2022 en remplacement de la carabine M4.
Le XM5 a été conçu à partir du SIG MCX.
En janvier 2023 l'armée américaine a fait changer le nom XM5 pour XM7, afin d'éviter un conflit de brevet avec la carabine Colt M5. Puis en 2025, le nom officiel du fusil est devenu M7.

## Description
Le M7 est un fusil d'assaut avec sélecteur de tir pouvant tirer en automatique et en semi-automatique. Il a une ergonomie proche de son prédécesseur, la carabine M4. Il est alimenté par des chargeurs détachables en polymère d'une capacité de 20 coups. Le réarmement automatique de l'arme se fait via un emprunt de gaz qui active un piston à course courte. L'arme possède un rail Picatinny sur toute sa longueur, au-dessus du canon, afin de pouvoir y attacher différentes optiques, tel que le nouveau XM157 Vortex (en). Sa crosse à 6 positions est rabattable sans que cela ne gêne l'accès à la queue de détente. Il est par défaut livré avec un modérateur de son.

## Histoire
En janvier 2019, l'armée américaine lance le programme d'armement Next Generation Squad Weapon (NGSW) dont l'objectif est de concevoir des remplaçants à la carabine M4 et la mitrailleuse légère M249. En septembre 2019, l'entreprise SIG Sauer soumet ses modèles.
Une arme chambrée en 6.8mm était une contrainte posée par le ministère de la défense américaine qui s'inquiète par exemple des progrès récents en matière de protection du gilet pare-balles russe, qui au stade actuel, arrête des tirs de SVD ou d'AK103 à 10 mètres. Ce nouveau calibre est donc censé répondre à ces préoccupations, pour cela, la chambre a été conçue de sorte à supporter des pressions très élevées, de l'ordre de 80 000 psi soit environ 550 Mpa. À titre de comparaison, la carabine M4 actuellement en dotation ne résiste qu'à des pressions avoisinant les 63 000 psi (430 Mpa),,,.
Les premières unités de soldats impliquées dans le combat rapproché (comme les fantassins du 11B, les éclaireurs de cavalerie du 19D, les soldats du génie de la 12B, les médecins du 68W et les observateurs avancés du 13F) devraient, selon les prévisions, se voir doter du M7 au cours du quatrième trimestre de l’année 2023. La mise en service de ces fusils est cependant basée sur le rythme de production des munitions qui leur sont astreintes, afin d’éviter de mettre en péril le bon fonctionnement des unités. Ainsi, le nombre d’armes nécessaire aux forces de combat rapproché et d’opérations spéciales de l’armée des États-Unis s’élève à 120 000, bien que le contrat attribué au fabricant SIG Sauer prévoit l’achat d’un total de 250 000 armes maximum. Un écart qui permettrait à d’autres branches de l'armée, tel que les Marines, de s’en équiper au besoin.
Le 19 avril 2022, l'armée américaine signe un contrat de dix ans avec Sig Sauer pour la production du M7, ainsi que pour le fusil automatique XM250 (substitué au M249),. Un premier contrat « test » d'une valeur de 20.4 millions d'euro, comprenant la livraison de M7 mais aussi de pièces détachés et d'accessoires a été passé. Il permettra aussi le suivi des armes par l'industriel allemand.
En 2024, la 101e division aéroportée devient la première unitée de l'US Army à utiliser le M7.

## Critiques
Avant même d'être délivré aux troupes américaines, le fusil était déjà en proie à des critiques. En effet, sa nouvelle munition, plus puissante, est aussi plus lourde et encombrante que la 5.56, ce qui restreint les chargeurs de dimensions similaires aux actuels chargeurs STANAG 30 coups utilisés à une capacité maximale de 20 coups. Plus lourds, le fantassin emportant le même nombre de chargeurs qu'auparavant, soit 7, portera environ 2 kilos de munitions en plus pour 70 coups de moins. À cela s'ajoute le poids du fusil, qui excède déjà, à vide, celui de son prédécesseur.